# Lueng Ie
Lueng Ie is een bestuurslaag in het regentschap Aceh Besar van de provincie Atjeh, Indonesië. Lueng Ie telt 941 inwoners (volkstelling 2010).